# スンガイ・ケブン郡
スンガイ・ケブン郡（スンガイ・ケブンぐん、Sungai Kebun）は、ブルネイ・ダルサラーム国ブルネイ・ムアラ地区にある郡。カンポン・アイールを構成する6つの郡のうちの1つである。カンポン・アイール内の郡はすべて規模と面積が小さく、水上で互いに隣接している。ブルネイの首都・バンダルスリブガワンの中心部、ブルネイ川の上にある。
スンガイ・ケブンはカンポン・アイールの一部ではあるが、スンガイ・ケブン自体が1つの郡と見なされる。北はペラム郡とサバ郡、東はコタ・バトゥ郡、南と西はルマパス郡、西と北はブロン・ピンガイ・アイール郡と接する。

## 村
スンガイ・ケブン郡には以下の村（Kampong）がある。
- ウジョン・ケリニク村（Ujong Kelinik）
- スンガイ・ケブン村（Sungai Kebun）
- スンガイ・スィアマス村（Sungai Siamas）
- セティアA村（Setia 'A'）
- セティアB村（Setia 'B'）
- ボルキアA村（Bolkiah 'A'）
- ボルキアB村（Bolkiah 'B'）